# 藤田四郎

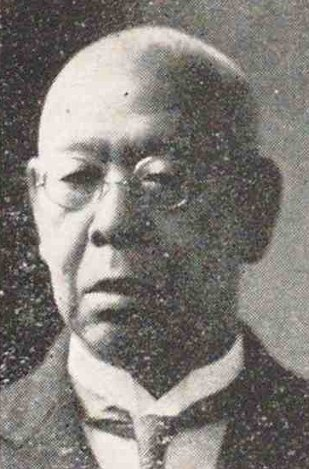
藤田四郎

藤田 四郎（ふじた しろう、文久元年6月18日（1861年7月25日） - 昭和9年（1934年）1月9日）は、日本の農商務官僚、貴族院勅選議員。

## 経歴
志摩国鳥羽出身。鳥羽藩士・藤田龍三の三男に生まれ、出生地は越後国西蒲原郡弥彦村、東京帝国大学法科大学卒業。明治18年（1885年）、外務省に出仕し御用掛外交官試補、外務省参事官となり、ベルリンやウィーンの公使館に勤務した。その後逓信省に転じ、参事官と後藤象二郎逓信大臣の秘書官を兼ねた。さらに明治25年（1892年）には農商務省に転じ、参事官・後藤象二郎農商務大臣秘書官・特許局長・農務局長を歴任した。明治31年（1898年）5月から7月まで農商務次官を務め、11月に再任された。明治33年（1900年）に次官が総務長官に改称されたが、そのまま留任して翌年まで務めた。退官後、1901年（明治34年）6月5日、貴族院議員に勅選された。錦鶏間祗候。
その他日本火災保険社長、台湾製糖会長などを務めた。

## 栄典
位階
- 1893年（明治26年）4月11日 - 正五位[10]

勲章等
- 1896年（明治29年）9月8日 - 勲四等旭日小綬章[11]
- 1899年（明治32年）12月27日 - 勲三等瑞宝章[12]
- 1916年（大正5年）4月1日 - 勲二等瑞宝章[13]
- 1930年（昭和5年）12月5日 - 帝都復興記念章[14]

## トリビア
東京府芝区三田二丁目(現、東京都港区三田2丁目）に存在した邸は、第二次大戦の戦災を免れ、戦後香川県に売却され、現在、東京さぬき倶楽部となっている。敷地内には当時の土蔵、木造建築が現存する。

## 家族・親族
- 妻：井上馨の娘聞子(1868-1910)
- 兄：藤田九二(　-1924)　明治10年（1877年）11月から明治12年（1879年）4月まで新潟新聞主筆、　明治18年（1885年）県立に移管された新潟県尋常中学明訓学校明訓校に教員任用、明治21年（1888年）7月県立廃止となり、私立明訓校に戻った後、明治29年（1896年） に閉校となるまで校長
- 兄：藤田九三郎(1858-1892)　札幌農学校第2回生、同級の新渡戸稲造氏が明治29年（1896年）5月「故農学士藤田九三郎君小傳」を残している。
- 妹：杉田すず(1865-1916)　明治15年（1882年）東京女子師範学校小学師範科卒業、東京師範学校附属小学校訓導、京都市下京区高等小学校訓導、京都府尋常師範学校訓導を勤めた[15]。杉田定一（1851-1929 福井県出身、衆議院議員議長、大阪経済大学杉田定一文書）の妻、福井県文書館企画展示「杉田仙十郎・定一・鈴 おやこ展-自由民権の土壌-」平成25年（2013年）1月25日(金)～4月14日(日)